# Vrh pri Pahi
Vrh pri Pahi je naselje v občini Novo mesto.
Naselje je bilo formirano leta 1953 z združitvijo dotedanjih naselij Dolenji vrh in Gorenji vrh, ki sta tedaj pripadali Občini Trška gora v Okraju Novo mesto.